# Bunchosia armeniaca
Bunchosia armeniaca är en tvåhjärtbladig växtart som först beskrevs av Antonio José Cavanilles, och fick sitt nu gällande namn av Louis Claude Marie Richard. Bunchosia armeniaca ingår i släktet Bunchosia och familjen Malpighiaceae. Utöver nominatformen finns också underarten B. a. systyla.